# Государственная премия Киргизской ССР имени Токтогула Сатылганова
Государственная премия Киргизской ССР имени Токтогула Сатылганова (кирг. Кыргыз ССРинин Токтогул атындагы мамлекеттик сыйлыгы) — одна из государственных премий республик СССР, вручавшаяся за выдающиеся произведения в области литературы, музыки, кино, изобразительного и театрального искусства.
Была учреждена 20 ноября 1966 года постановлением Совета министров Киргизской ССР в честь 100-летия со дня рождения великого киргизского акына-демократа Токтогула Сатылганова (1864—1933).
Присуждалась один раз в два года в день образования киргизской республики. Лауреаты получали звание «Лауреат Государственной премии Киргизской ССР», диплом, почётный знак с датой присуждения и денежный приз в размере 2500 рублей.
Заменена на Государственную премию Кыргызской Республики имени Токтогула.

## Неполный список лауреатов
- Аалы Токомбаев, писатель (1967)
- Гапа́р Айти́ев, художник (1967)
- Токтоболот Абдумому́нов, писатель, кинодраматург (1967)
- Муратбек Рыскулов, актёр театра и кино (1967)
- В. С. Виноградов, музыковед, фольклорист (1967)
- Абдылас Малдыбаев, композитор и певец (1970)
- В. А. Власов, композитор (1970)
- В. Г. Фере, композитор (1970)
- Аманкул Куттубаев, актёр и режиссёр (1970)
- Бюбюсара Бейшеналиева, артистка балета (1970)
- Бакен Кыдыкеева, актриса театра и кино (1970)
- Асанхан Джумахматов, дирижёр, музыкальный педагог (1972)
- Толомуш Океев, кинорежиссёр, сценарист (1972)
- Кыдыржан Кыдыралиев, оператор, режиссёр (1972)
- С. А. Чуйков, художник (1972)
- Абдрасул Токтомушев, поэт (1974)
- А. И. Игнатьев, художник (1974)
- Мукаш Абдраев, композитор (1974)
- Эстебес Турсуналиев, акын (поэт-импровизатор и певец) (1974)
- Чингиз Айтматов, писатель (1976)
- Булат Минжилкиев, певец (1976)
- Шайло Джекшенбаев, художник (1976)
- Насыр Давлесов, композитор (1978)
- Кубанычбек Маликов, поэт и драматург (1978)
- Джумабай Уметов, художник (1980)
- Тургунбай Садыков, скульптор, Народный художник СССР (1982)
- Насирдин Байтемиров, писатель, поэт, драматург (1984)
- Майрамкан Абылкасымова, поэтесса (1984)
- Джалил Абдыкадыров, режиссёр (1986)
- Джамал Сейдакматова, актриса театра и кино (1986)
- Кунболот Досумбаев, актер театра и кино (1986)
- Бексултан Жакиев, драматург (1989)
- Жолон Мамытов, писатель, поэт (1989)